# Nádia Yracema
Nádia Yracema (Luanda, 3 de Julho de 1988) é uma actriz e performer que integrou o projecto Aurora Negra, vencedor da 2ª edição da Bolsa Amélia Rey Colaço, promovido pelo Teatro Nacional D. Maria II, em 2019.

## Biografia
Nádia, conhecida pelos mais próximos por Naná, nasceu em Angola onde viveu na região de Malange. Mais tarde vive na Alemanha e aos 11 anos muda-se para Évora.
Estudou Direito na Universidade de Coimbra e foi nessa cidade que iniciou o seu percurso enquanto actriz, no Teatro dos Estudantes da Universidade de Coimbra (TEUC) onde viria a concluir o curso no ano lectivo 2007/2008. Ingressa na Escola Superior de Teatro e Cinema em 2012 para frequentar o curso, no ramo "Actores".
Durante o seu percurso Nádia trabalhou com diversos encenadores como sejam Rogério de Carvalho, Tiago Rodrigues, Tiago Vieira, João Pedro Mamede, Mário Coelho, Bouchra Ouizguen ou Sara Carinhas, sendo certo que, com esta última, integrou o seu projeto de leituras encenadas Meninas Exemplares.
Enquanto diretora e curadora, Nádia trabalha as temáticas relacionadas com o feminismo negro, o colonialismo e o racismo, como são exemplo os espetáculos e curadorias do colectivo Aurora Negra, do qual é membro fundador e integrante juntamente com Cléo Diara e Isabél Zuaa.
Nádia é também activista em diferentes organismos sociais sobretudo os relacionados com a representação e as artes, tendo criado com outros artistas e trabalhadores das artes, como Ana Tica, Raquel Lima, Welket Bungué, Cláudia Semedo, entre outras a União Negra das Artes, plataforma que pretende promover uma maior representatividade de artistas negros, no sector das artes, em Portugal.

## Obra
Direção e Curadoria
- 2023 - A Missão da Missão - espetáculo do coletivo Aurora Negra sobre o texto A Missão de Heiner Müller;[7]
- 2022 - Cosmos - espetáculo do coletivo Aurora Negra;[8]
- 2021 e 2023 - Kilombo, Teatro Municipal São Luiz;[9]
- 2020 - As Palavras do Corpo, leitura encenada a partir dos escritos de Maria Teresa Horta;[2]

Interpretação
- 2022 - Outra Língua;[3]

## Prémios e Reconhecimentos
Em 2018, Nádia foi uma das actrizes/performers escolhidas para integrar a École de Maîtres, um curso internacional de aperfeiçoamento teatral.
Em 2019, com o projeto Aurora Negra, ganha a segunda edição da Bolsa Amélia Rey Colaço, atribuída pelo Teatro Nacional D. Maria II, tendo estado em cena no ano 2020.

## Ligações Externas
- Participação no podcast Teatra do Teatro Nacional D. Maria II.
- Participação no programa Rumos 2020 da RTP;
- Vídeo-retrato de Nádia Yracema realizado por Laís Andrade